# New Zealand Open (Squash)
Die New Zealand Open sind ein Squashturnier in Neuseeland.

## Geschichte
Der Wettbewerb wurde erstmals vom 14. bis 17. Oktober 1976 ausgetragen. Er wurde zum ersten internationalen Squashturnier in Neuseeland und wurde vom neuseeländischen Squashverband Squash New Zealand an wechselnden Orten veranstaltet. Die Austragung fand bis zur zunächst letzten Auflage im Jahr 1993 bei Herren und Damen jährlich statt. Die einzige Ausnahme war hierbei die Austragung 1977, als nur eine Herrenkonkurrenz gespielt wurde. 2009 wurden zudem bei den Damen nochmals einmalig die New Zealand Open ausgetragen, ehe es 2022 zu einer Neuauflage bei den Herren und Damen kam.
Rekordsieger bei den Herren mit jeweils drei Siegen sind Jahangir Khan (1980, 1982, 1983) und Ross Norman (1984–1986). Bei den Damen gewann Susan Devoy zwischen 1984 und 1992 insgesamt achtmal den Titel bei den New Zealand Open.
1980 verursachte die geplante Teilnahme des Südafrikaners Roland Watson, der bereits 1977 und 1978 teilgenommen hatte, eine Kontroverse. Unter Berufung auf die Gleneagles-Vereinbarung wurde ihm aufgrund der Apartheidspolitik in Südafrika die Teilnahme verwehrt. Die neuseeländische Regierung hatte Druck auf die Sportverbände ausgeübt, bei einem Verstoß gegen die Vereinbarung die staatlichen Zuschüsse in Frage zu stellen. Daraufhin kam es zu einem Streit zwischen der Spielergewerkschaft der Herren, der International Squash Players Association (ISPA), die unter dem damaligen Präsidenten Geoff Hunt ihren Spielern zunächst einen Boykott des Turniers nahelegte, und dem neuseeländischen Verband. Unter Vermittlung des neuseeländischen Präsidenten des Weltverbandes, Murray Day, zog die ISPA die Boykottempfehlung wieder zurück und überließ den einzelnen Spielern die Entscheidung.

## Sieger
Die Nummern in Klammern hinter den Namen geben die Anzahl der gewonnenen Titel bei dem Turnier wieder.

### Herren
| Jahr                         | Sieger             | Finalgegner       | Ergebnis                  |
| ---------------------------- | ------------------ | ----------------- | ------------------------- |
| 2025                         | Paul Coll          | Marwan Elshorbagy | 11:5, 8:11, 11:6, 11:3    |
| 2023                         | Paul Coll          | Marwan Elshorbagy | 11:6, 11:6, 11:6          |
| 2022                         | Mohamed Elshorbagy | Paul Coll         | 9:11, 11:8, 11:4, 11:7    |
| 1994–2021: Nicht ausgetragen |                    |                   |                           |
| 1993                         | Paul Steel         | Simon Baker       | 15:10, 15:13, 15:9        |
| 1992                         | Hansi Wiens        | Austin Adarraga   | 15:10, 14:15, 17:15, 15:7 |
| 1991                         | Chris Dittmar (2)  | Rodney Martin     | 9:7, 9:3, 9:1             |
| 1990                         | Jansher Khan (2)   | Chris Robertson   | 15:7, 15:13, 17:15        |
| 1989                         | Chris Dittmar (1)  | Rodney Martin     | 13:15, 15:7, 15:6, 17:16  |
| 1988                         | Jansher Khan (1)   | Chris Dittmar     | 9:0, 9:7, 5:9, 7:9, 9:7   |
| 1987                         | Rodney Martin      | Stuart Davenport  | 4:9, 9:4, 6:9, 9:2, 9:2   |
| 1986                         | Ross Norman (3)    | Chris Robertson   | 6:9, 4:9, 9:0, 9:4, 9:2   |
| 1985                         | Ross Norman (2)    | Stuart Davenport  | 9:4, 9:2, 9:4             |
| 1984                         | Ross Norman (1)    | Chris Dittmar     | 9:4, 9:5, 9:2             |
| 1983                         | Jahangir Khan (3)  | Qamar Zaman       | 9:0, 9:4, 9:3             |
| 1982                         | Jahangir Khan (2)  | Gamal Awad        | 9:6, 9:2, 9:0             |
| 1981                         | Kevin Shawcross    | Stuart Davenport  | 1:9, 9:7, 9:5, 9:3        |
| 1980                         | Jahangir Khan (1)  | Bruce Brownlee    | 9:3, 9:7, 9:2             |
| 1979                         | Geoff Hunt (2)     | Bruce Brownlee    | 9:5, 9:4, 9:0             |
| 1978                         | Geoff Hunt (1)     | Maqsood Ahmed     | 9:7, 9:7, 9:4             |
| 1977                         | Cam Nancarrow      | Roland Watson     | 10:8, 9:1, 3:9, 9:3       |
| 1976                         | Bruce Brownlee     | Howard Broun      | 5:9, 9:5, 9:4, 9:6        |

### Damen
| Jahr                         | Siegerin             | Finalgegnerin      | Ergebnis                  |
| ---------------------------- | -------------------- | ------------------ | ------------------------- |
| 2025                         | Amina Orfi           | Satomi Watanabe    | 11:5, 11:8, 11:5          |
| 2023                         | Nele Gilis           | Tinne Gilis        | 11:8, 11:3, 11:8          |
| 2022                         | Joelle King          | Tesni Evans        | 11:4, 11:6, 11:5          |
| 2010–2021: Nicht ausgetragen |                      |                    |                           |
| 2009                         | Natalie Grinham      | Natalie Grainger   | 11:9, 11:5, 11:8          |
| 1994–2008: Nicht ausgetragen |                      |                    |                           |
| 1993                         | Michelle Martin      | Liz Irving         | 15:8, 15:10, 15:13        |
| 1992                         | Susan Devoy (8)      | Michelle Martin    | 15:7, 15:12, 15:8         |
| 1991                         | Robyn Lambourne      | Danielle Drady     | 9:5, 9:2, 9:3             |
| 1990                         | Susan Devoy (7)      | Martine Le Moignan | 9:3, 5:9, 4:9, 9:4, 9:7   |
| 1989                         | Susan Devoy (6)      | Danielle Drady     | 2:9, 9:5, 8:10, 9:4, 9:0  |
| 1988                         | Susan Devoy (5)      | Lisa Opie          | 10:8, 9:5, 9:4            |
| 1987                         | Susan Devoy (4)      | Lisa Opie          | 9:3, 10:8, 9:2 1          |
| 1986                         | Susan Devoy (3)      | Lisa Opie          | 10:8, 2:9, 7:9, 9:4, 9:4  |
| 1985                         | Susan Devoy (2)      | Lucy Soutter       | 9:3, 5:9, 9:3, 9:4        |
| 1984                         | Susan Devoy (1)      | Lisa Opie          | 5:9, 9:5, 9:6, 9:3        |
| 1983                         | Robyn Blackwood      | Joanne Williams    | 9:1, 9:6, 9:7             |
| 1982                         | Vicki Cardwell 2 (2) | Rhonda Thorne      | 9:4, 9:6, 8:10, 9:0       |
| 1981                         | Vicki Hoffman (1)    | Robyn Blackwood    | 9:2, 9:2, 9:2             |
| 1980                         | Jenny Webster        | Annette Owen       | 9:1, 10:8, 9:6            |
| 1979                         | Jayne Ashton         | Annette Owen       | 9:3, 9:2, 10:8            |
| 1978                         | Lyle Hubinger        | Barbara Wall       | 3:9, 9:7, 9:3, 9:7        |
| 1977                         | Nicht ausgetragen    | Nicht ausgetragen  | Nicht ausgetragen         |
| 1976                         | Pam Buckingham       | Jenny Webster      | 9:7, 5:9, 3:9, 10:9, 10:8 |

 1 Die in Auckland stattfindende Weltmeisterschaft entsprach gleichzeitig den New Zealand Open, das heißt beide Titel wurden in einem Wettbewerb ausgespielt.

 2 Vicki Hoffman trat nach ihrer Heirat unter ihrem neuen Namen Vicki Cardwell an.